# Silvio José Báez Ortega
Silvio José Báez Ortega OCD (ur. 28 kwietnia 1958 w Masayi) – nikaraguański duchowny rzymskokatolicki, od 2009 biskup pomocniczy Managui.

## Życiorys
Święcenia kapłańskie przyjął 15 stycznia 1985 w zakonie karmelitów bosych. Przez kilka lat był wykładowcą biblistyki na uczelniach w Kostaryce i Gwatemali. Od 1994 pracował jako wykładowca na rzymskim Teresianum, a w 2006 został wicerektorem tejże uczelni.
9 kwietnia 2009 został mianowany biskupem pomocniczym Managui ze stolicą tytularną Zica. Sakry biskupiej udzielił mu 30 maja 2009 abp Leopoldo Brenes.
W latach 2011-2014 oraz 2017-2021 był sekretarzem generalnym Konferencji Episkopatu Nikaragui.
23 kwietnia 2019 na polecenie papieża Franciszka opuścił kraj ze względu na zagrożenie życia ze strony służb rządowych, prześladujących Kościół katolicki. Zgodnie z poleceniem Papieża udał się do Rzymu. Od 9 marca 2020 przebywa w Miami na Florydzie.
W 2023 został pozbawiony obywatelstwa przez nikaraguańskie władze.